# اکرون (آیووا)
اکرون (به انگلیسی: Akron) شهری در ایالت آیووا کشور ایالات متحده آمریکا است که جمعیت آن در سرشماری سال ۲۰۱۰ میلادی، ۱٬۴۸۶ نفر بوده‌است.